# Hannah et ses sœurs
Pour plus de détails, voir Fiche technique et Distribution.
Hannah et ses sœurs (Hannah and Her Sisters) est un film américain écrit et réalisé par Woody Allen, sorti en 1986.

## Synopsis
Elliot et Hannah forment apparemment un couple sans histoires et vivant dans l'aisance, avec les deux enfants du premier mariage d'Hannah avec Mickey, producteur de télévision hypocondriaque. Mais Elliot est secrètement amoureux de la sœur de Hannah, Lee, qui vit de son côté une relation pesante avec Frederick, un homme plus âgé qu'elle, qui s'avère être un artiste peintre résolument misanthrope. La troisième sœur, Holly est un peu la « ratée » de la famille, en raison de son instabilité amoureuse et professionnelle. Les passions franchiront des barrières pour revenir finalement à une certaine harmonie.

## Fiche technique
- Titre : Hannah et ses sœurs
- Titre original : Hannah and Her Sisters
- Réalisation : Woody Allen
- Scénario : Woody Allen
- Musique : Richard Rodgers, Lorenz Hart, Concerto no 5 en fa mineur BWV 1056 (2e mouvement : Largo) de Johann Sebastian Bach, Cole Porter, Count Basie, un extrait de Manon Lescaut, opéra de Giacomo Puccini, un Gloria pour chœur à 4 voix, extrait d'une messe polyphonique de Giovanni Pierluigi da Palestrina, etc.
- Photographie : Carlo Di Palma
- Décors : Stuart Wurtzel
- Montage : Susan E. Morse
- Production : Robert Greenhut
  - Production exécutive : Charles H. Joffe, Jack Rollins, Gail Sicilia
- Sociétés de production : Orion Pictures Corporation, Jack Rollins & Charles H. Joffe Productions
- Société de distribution : Orion Pictures Corporation
- Budget : 6,4 millions de $
- Pays d'origine :  États-Unis
- Langue originale : anglais
- Genre : comédie dramatique
- Durée : 107 minutes
- Dates de sortie : 
  - États-Unis : 16 janvier 1986 (première à Los Angeles) ; 7 février 1986 (sortie limitée) ; 14 mars 1986 (sortie nationale)
  - France : 18 mai 1986 (Festival de Cannes) ;21 mai 1986 (sortie nationale)
  - Suisse : 21 mai 1986

## Distribution
- Michael Caine (VF : Pierre Arditi) : Elliot
- Mia Farrow (VF : Elisabeth Wiener) : Hannah
- Woody Allen (VF : Bernard Murat) : Mickey
- Barbara Hershey (VF : Françoise Dorner) : Lee
- Max von Sydow (VF : Jean Lagache) : Frederick
- Dianne Wiest (VF : Annie Sinigalia) : Holly
- Carrie Fisher (VF : Annie Balestra) : April
- Maureen O'Sullivan (VF : Paule Emanuele) : Norma, la mère d'Hannah, Lee et Holly
- Lloyd Nolan (VF : Claude Dasset) : Evan, le père d'Hannah, Lee et Holly
- John Turturro (VF : Éric Legrand) : Écrivain de script
- Daniel Stern (VF : Dominique Collignon-Maurin) : Dusty
- Julie Kavner (VF : Thamila Mesbah) : Gail
- Julia Louis-Dreyfus : Mary
- J. T. Walsh : Ed Smythe
- Sam Waterston (VF : Jean-Pierre Dorat) : David
- Tony Roberts (VF : Jacques Richard) : Norman
- Leo Postrel (VF : Jacques Deschamps) : le père de Mickey
- Ira Wheeler (VF : Marc Cassot) : Dr Abel
- Richard Jenkins (VF : Jacques Frantz) : Dr Wilkes
- Fred Melamed (VF : Roger Lumont) : Dr Grey
- Benno Schmidt (VF : Daniel Gall) : Dr Smith
- Stephen de Fluiter (VF : Pascal Renwick) : Dr Brooks
- Daniel Haber (VF : William Coryn) : un dévot de Krishna

## Accueil

### Box-office
| Pays               | Box-office        | Nbre de sem. | Classement TLT |
| États-Unis/ Canada | 40 084 041 $      | -            | 1 189e         |
| France             | 1 402 462 entrées | -            | -              |
| Suisse             | 710 entrées       | -            | -              |

## Postérité
En 2012, l'éditrice française Claire Debru est à l'initiative de la création du Prix de la Page 112, qui s'inspire d'une réplique de Michael Caine dans ce film : « N'oublie pas le poème, page 112 ».

## Distinctions
Sauf indication contraire, les informations mentionnées dans cette section peuvent être confirmées par la base de données cinématographiques IMDb,  présente dans la section « Liens externes ».

### Récompenses
- Golden Globes 1987 : Golden Globe du meilleur film musical ou de comédie
- Oscars 1987 : Oscar du meilleur scénario original pour Woody Allen, Oscar du meilleur acteur dans un second rôle pour Michael Caine, Oscar de la meilleure actrice dans un second rôle pour Dianne Wiest
- BAFTA 1987 : Meilleur réalisateur et Meilleur scénario original pour Woody Allen

### Nominations
- Golden Globes 1987 : Golden Globe du meilleur réalisateur et Golden Globe du meilleur scénario pour Woody Allen, Golden Globe du meilleur acteur dans un second rôle pour Michael Caine, Golden Globe de la meilleure actrice dans un second rôle pour Dianne Wiest
- Oscars 1987 : Oscar du meilleur film, Oscar du meilleur réalisateur pour Woody Allen, Oscar des meilleurs décors pour Stuart Wurtzel et Carol Joffe , Oscar du meilleur montage pour Susan E. Morse
- BAFTA 1987 : Meilleur film, Meilleur acteur pour Michael Caine et pour Woody Allen, Meilleure actrice pour Mia Farrow, Meilleure actrice dans un second rôle pour Barbara Hershey, Meilleur montage pour Susan E. Morse
- César 1987 : César du meilleur film étranger